# Jules Pardonneau
Jules Pardonneau, né le 25 septembre 1834 à Tours et mort le 31 octobre 1895 à Paris, est un peintre français.

## Biographie
Jules Pardonneau est le fils de Léon Pardonneau, bijoutier, et d'Héloïse Plancher.
Il épouse en 1859, à Tours, Désirée Marie Emilie Duchemin.
Arrivé dans la capitale, il est élève de Jules Goupil, puis expose au Salon de 1881 à 1890.
Il meurt à l'âge de 61 ans à son domicile parisien du boulevard de Clichy.